# Vot
|  | Aquest article tracta sobre la votació en política. Vegeu-ne altres significats a «Vot religiós». |

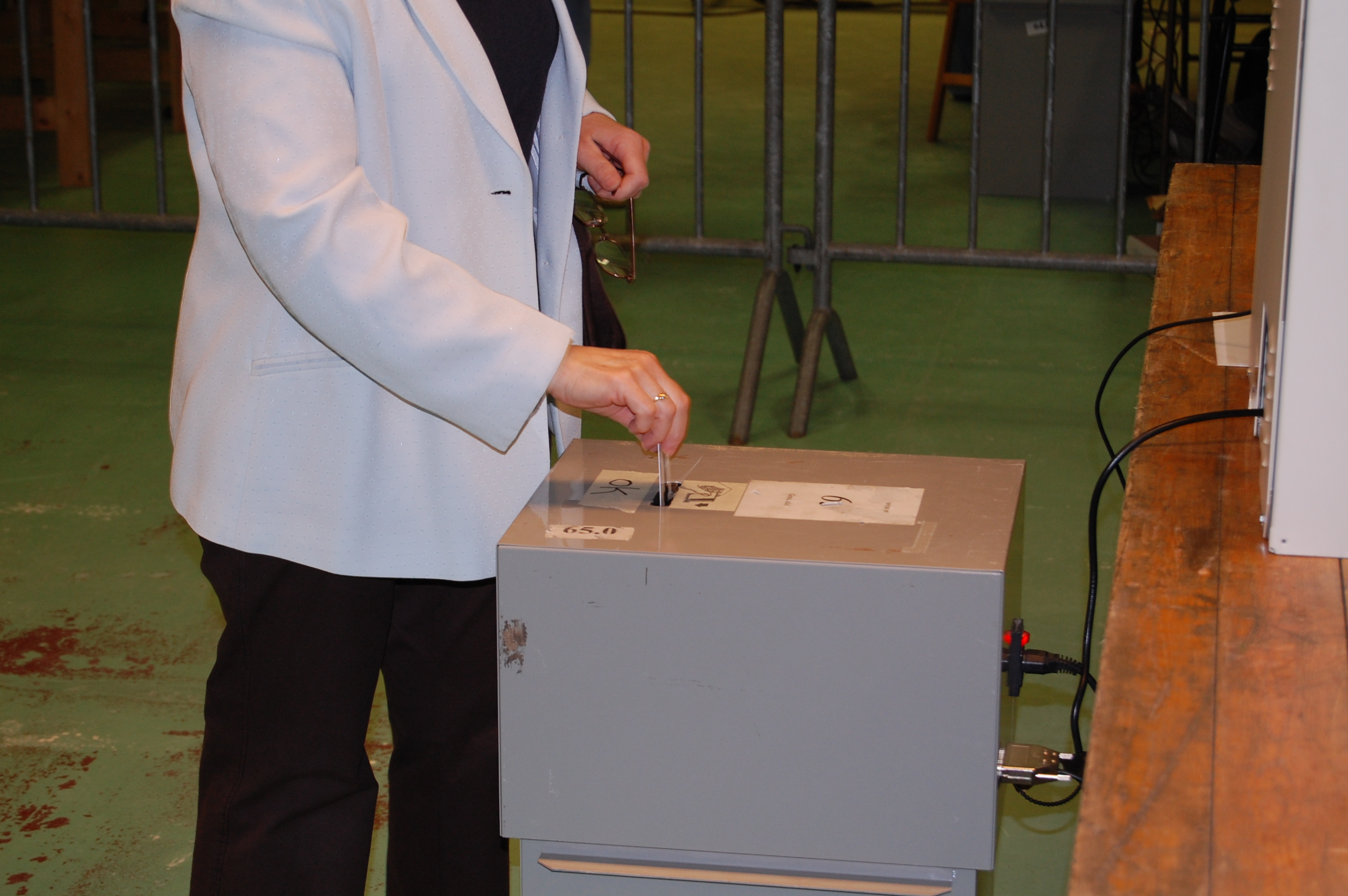
Una persona votant a les eleccions federals a Bèlgica, el 2007.

El vot és l'acte individual pel qual les persones expressen suport o preferència per certa moció (p. ex. una proposta de resolució), un candidat, o una determinada selecció de candidats. La votació és el mètode pel qual un grup o un electorat, es reuneix amb la finalitat de prendre una decisió col·lectiva o expressar una opinió mitjançant el seu vot; generalment després de discussions, debats o campanyes electorals.
Les democràcies elegeixen els titulars d'alts càrrecs mitjançant votació. Els residents d'una jurisdicció representats per un càrrec electe s'anomenen "constituents", i aquells que opten per votar pel seu candidat escollit s'anomenen "electors". Hi ha diferents sistemes de votació emprats en una presa de decisions o en processos electorals, si bé aquells que permeten la representació proporcional només es s'utilitzen en les eleccions.
Una votació es pot fer de moltes maneres diferents: formalment mitjançant votació per triar algú altre, per exemple en un entorn de treball, per triar membres d'associacions polítiques o per triar càrrecs per a altres; pot fer-se de manera informal, amb un acord parlat o un gest com una mà aixecada, o electrònicament.
Les alternatives al vot inclouen l'adopció de decisions per consens, que funciona evitant la polarització i marginalització del dissentiment.

## En política
En democràcia, el vot implica generalment l'elecció, per exemple una forma perquè un electorat elegeixi entre els seus candidats a un càrrec. En política, "vot" és el mètode pel qual l'electorat d'una democràcia designa representant del seu govern. És més que probable que les eleccions siguin entre dos o més partits enfrontats. En una democràcia indirecta, el vot és el mètode pel qual l'escollit representa el poble, i pren decisions en el seu nom. La democràcia directa és tot el contrari, el poble pren les decisions polítiques directament sense seleccionar un representant que ho faci per ells.
Un vot per majoria és quan més de la meitat dels votants voten per la mateixa persona o partit. Tanmateix, tot i que el vot de cada individu compta, molts països utilitzen una combinació de factors per decidir qui guanya, sovint no és només el "vot popular" en general. Per exemple, al Regne Unit guanya el partit que obté majoria en més circumscripcions electorals, però és possible que no sempre tinguin la majoria de vots individuals (és a dir, poden haver perdut el vot popular però encara guanyar el recompte d'escons).
Moltes democràcies utilitzen el que s'anomena votació secreta, a fi d'evitar que els individus siguin influenciats per altres persones i de protegir la seva intimitat política. L'objectiu de les votacions secretes és intentar aconseguir el resultat més autèntic, sense cap risc de pressió dels companys, amenaces o serveis vinculats al vot propi: la persona vota per la seva elecció preferida.
Sovint, la votació es fa en un col·legi electoral, però també es pot fer a distància per correu o mitjançant la votació telemàtica. L'acte de votar és voluntari en la majoria dels països. Tanmateix en alguns països, tals com Austràlia, Bèlgica o Mèxic, tenen sistemes de vot obligatori encara que en aquests casos no hi ha càstig penal pel seu incompliment.
Dins del context polític, cal tenir present el concepte de disciplina de vot, en la qual els càrrecs electes segueixen les directrius dels partits polítics per no votar cadascun segons el seu parer; aquesta disciplina acostuma a ser accentuada sobretot en els sistemes de llistes tancades.
Les dones han accedit tard al dret al vot. En Espanya es va aconseguir aquest reconeixement en 1931 i va ser la diputada Clara Campoamor la seva defensora.

### Sistemes electorals

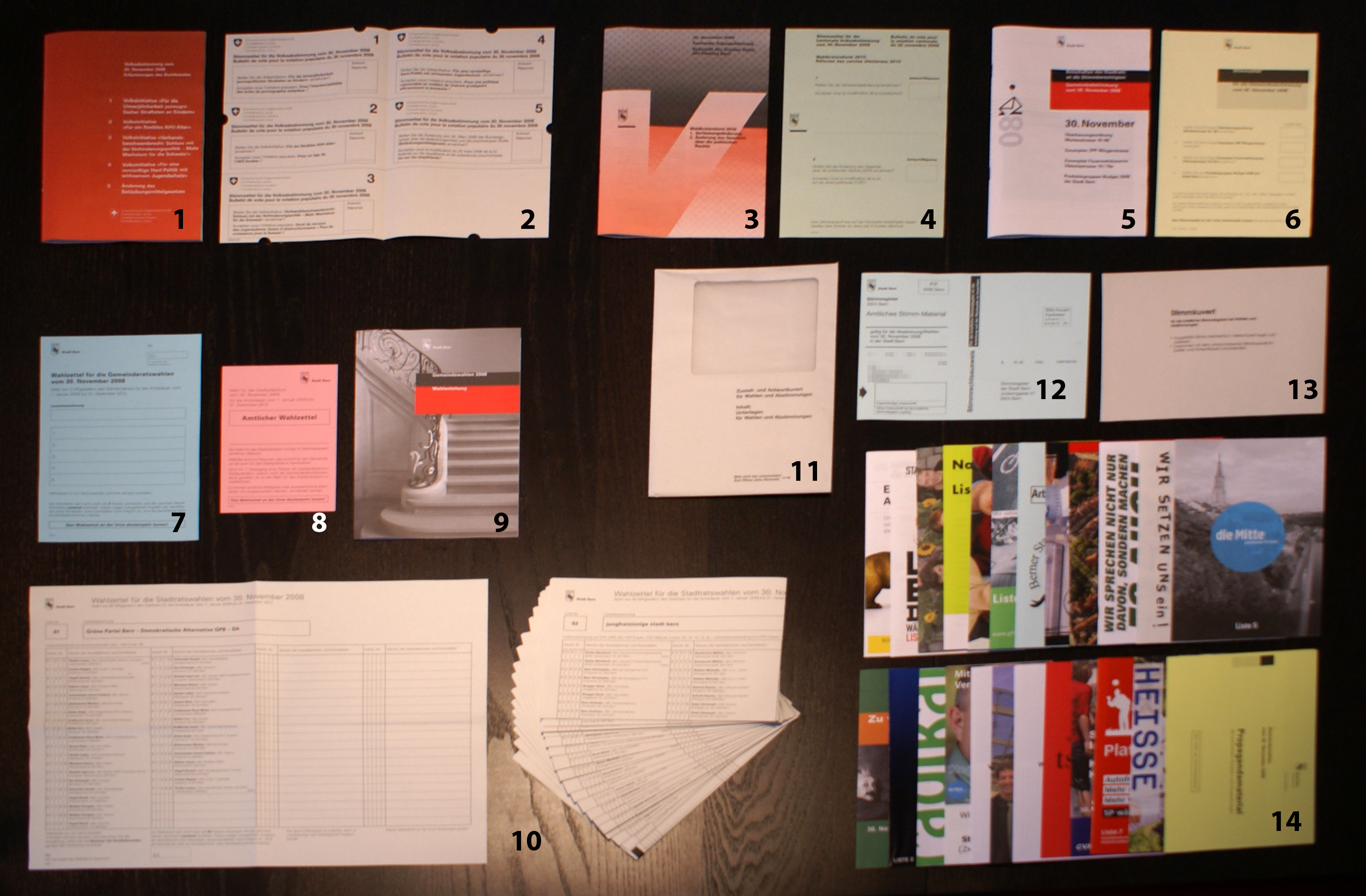
A Suïssa, sense necessitat de registrar-se, cada ciutadà rep a casa les paperetes i el fulletó informatiu de cada votació (i pot enviar-lo per correu postal). Suïssa té un sistema dedemocràcia directa. Les votacions (i les eleccions) s'organitzen unes quatre vegades l'any. A la imatge, els ciutadans de Berna van ser convocats el novembre de 2008 per votar sobre 5 referèndums nacionals, 2 cantonals, 4 municipals i 2 eleccions (govern i parlament de la ciutat de Berna) en un única votació.

Hi ha molts mètodes electorals. El propòsit d'una elecció pot ser triar una persona, com ara un president, o un grup, com una comissió o un parlament. En l'elecció d'un parlament, cadascuna de les nombroses circumscripcions pot triar un sol representant, com el cas de Gran Bretanya; o més d'un (plurinominals), com a la majoria d'estats europeus; o tot el país es pot tractar com un únic districte, com als Països Baixos.
Els sistemes electorals fan servir diferents tipus de vot. Alguns utilitzen paperetes amb diverses opcions on només una es pot marcar; d'altres utilitzen paperetes classificades on el votant marca la primera preferència i pot passar a marcar les preferències de reserva/vots de contingència, o be, en el cas de votacions a partits, existeix una papereta diferent per cada opció i el votant tria una per introduir a la urna.
Els diferents sistemes de votació permeten a cada elector emetre un nombre diferent de vots: només un (votació única com a l'escrutini uninominal majoritari o al vot únic transferible); tants com s'estan elegint en un districte plurinominal (votació múltiple com s'utilitza a el vot plural en bloc); més d'un vot però menys dels que s'estan elegint en un districte plurinominal (votació limitada).
Els diferents sistemes de votació requereixen diferents nivells de suport per ser elegits. En general, la votació tria el candidat amb més vots que qualsevol altre candidat sense que calgui comptar amb més de la meitat del total dels vots emesos (majoria simple). En alguns sistemes de votació quan el guanyador té menys de la meitat dels vots, dona lloc a una votació en segona volta, on guanyarà el candidat amb la majoria de vots.
Un efecte secundari de la votació a una opció és un malbaratament de vots a causa de la divisió de vots. La votació tendeix a triar candidats polaritzats produint un sistema de dos partits.

### Referèndums
Quan els ciutadans d'un país són convidats a votar per elegir representants polítics, participen en unes eleccions. Tanmateix, també poden votar en referèndums i iniciatives. Aquesta modalitat es remunta a finals del segle xviii. Qui més referèndums ha celebrat és Suïssa.
La majoria dels referèndums són binaris. El primer referèndum multiopcional es va celebrar a Nova Zelanda el 1894. En alguns casos es poden dur a terme sota un sistema de dues voltes.

## Vot electrònic
Diversos països, com el Brasil, han implementat amb èxit la votació mitjançant urnes electròniques, que permeten fer el recompte de vots de manera ràpida i segura. Malgrat la seva solvència contrastada, el sistema ha rebut crítiques recurrents, sovint interessades i populistes, sobre un potencial risc de frau electoral.
El 2017 a la Universitat Politècnica de València es va crear una urna digital creada amb tecnologies lliures.